# Franz Berwald
Franz Adolf Berwald, švedski skladatelj in violinist, * 23. julij 1796, Stockholm, † 3. april 1868, Stockholm.
Berwalda je kot glasbenika v času njegovega življenja švedska javnost večinoma ignorirala. Deloval je kot ortopedski kirurg, kasneje pa kot upravnik žage in tovarne stekla. Danes je obravnavan kot največji švedski skladatelj 19. stoletja in nemara tudi kot najboljši švedski skladatelj vseh časov.

## Opus

### Simfonije
- Simfonija A-dur (osnutek) (1820)
- Simfonija št.1 g-mol Sinfonie sérieuse (1842)
- Simfonija št.2 D-dur Sinfonie capricieuse (1842)
- Simfonija št.3 C-dur Sinfonie singulière (1845)
- Simfonija št.4 Es-dur Sinfonie naïve (1845)

### Koncerti
- Tema z variacijami B-dur für Violine und Orchester (1816)
- Koncert E-dur, za 2 violini in orkester (1817)
- Violinski koncert cis-mol (1820)
- Koncertantna skladba v F-duru za fagot in orkester (1827)
- Klavirski koncert D-dur (1855)

### Ostala orkestralna dela
- Slaget vid Leipzig (1828)
- Elfenspiel (1841)
- Fuga Es-dur (1841)
- Ernste und heitere Grillen (1842)
- Spomin na Norveške Alpe (1842)
- Bayaderen-Fest (1842)
- Wettlauf (1842)
- Stor polonaise (Velika poloneza) (1843)

### Komorna glasba
- Duo za violino in klavir D-dur (1857-60)
- Duo za violončelo (ali violino) in klavir B-dur (1858)
- Koncertantni duo za 2 violini A-dur (1816)
- Klavirski trio C-dur (1845)
- Klavirski trio št.1 Es-dur (1849)
- Klavirski trio št.2 f-mol (1851)
- Klavirski trio št.3 d-mol (1851)
- Klavirski trio št.4 C-dur (1853)
- Godalni kvartet št.1 g-mol (1818)
- Godalni kvartet št.2 a-mol (1849)
- Godalni kvartet št.3 Es-dur (1849)
- Kvartet Es-dur za klavir, klarinet, rog in fagot (1819)
- Klavirski kvintet št.1 c-mol (1853)
- Klavirski kvintet št.2 A-Dur (1850-57)
- Septet B-dur (1828)
- posamezne klavirske skladbe

### Vokalna dela
- Kantat i anledning av högtidligheterna (1821)
- Kantat författad i anledning av HKH Kronprinsessans ankomst till Sverige och höga förmälning (1823)
- Gustaf Adolph den stores seger och död vid Lützen (1845)
- Nordiska fantasibilder (1846)
- Gustaf Wasas färd till Dalarna (1849)
- Apoteos (1864)
- weitere Chorwerke sowie mehrere Lieder

### Scenska dela
- Leonida. Opera (1829, izgubljena)
- Jag går i kloster. Opereta (1843; UA 1843)
- Modehandlerskan. Opereta (1843; UA 1845)
- Švedsko podeželsko praznovanje. Kantata (1847)
- Estrella de Soria. Opera (1841/48)
- Drottningen av Golconda (Kneginja iz Golconde). Opera (1864)